# Buddhaghosa
Bhadantācariya Buddhaghosa (Bodh Gaya, V secolo – Sri Lanka, V secolo) è stato un monaco buddhista e scrittore indiano.
Nato secondo le cronache singalesi vicino a Bodhgayā, nell'attuale Bihar meridionale, nell'India nord-orientale, di nome Moraṇḍa-kheṭaka, compì i suoi studî nella città di Kāñcī, allora la città indiana dove il buddhismo theravāda aveva tra i suoi più importanti centri, e trasferitosi nello Sri Lanka all'epoca del re Mahānāma (410-432), fu riconosciuto come la massima autorità tanto in campo letterario nella lingua pāli quanto in quello esegetico riguardo al canone pāli della scuola del buddhismo theravāda, tanto che la sua figura umana e di letterato fu presto circondata da un alone di leggenda.
Fu autore di numerose opere e commentari in lingua pāli dei testi canonici e paracanonici del buddhismo theravāda. A lui sono in particolare attribuiti i testi:
1. Samantapāsādikā, un commentario del Vinaya Piṭaka, che fu il suo primo commentario[6];
2. Kankhāvitaranī, un commentario del Pātimokkha del Vinaya Piṭaka;
3. Sumangalavilāsini, un commentario del Dīgha Nikaya;
4. Papañcasūdanī, un commentario del Majjhima Nikaya;
5. Sāratthappakāsinī, un commentario del Saṃyutta Nikaya;
6. Manorathapūraṇī, un commentario dell'Aṅguttara Nikaya;
7. Dhammapadaṭṭhakathā, un commentario del Dhammapada;
8. Jātakaṭṭhakathā, un commentario delle Jātaka;
9. Paramatthajatikā, un commentario del Kuddakapātha e del Suttanipāta del Khuddaka Nikaya[7];
10. Atthasāliṇi, sul Dhammasaṅganī dell'Abhidhamma Piṭaka;
11. Sammohavinodanī, sul Vibhaṅga dell'Abhidhamma Piṭaka;
12. Pañcappakaraṇaṭṭhakathā, sugli altri cinque libri dell'Abhidhamma Piṭaka;
13. Visuddhimagga, il Sentiero per la purificazione, un commentario basato sul Rathavinīta Sutta (la staffetta dei carri) del Majjhima Nikaya (sutta numero 24), considerata l'opera di Buddhagosa più preziosa e la fonte extracanonica più autorevole dell'ortodossia Theravāda[8].

Giunto nello Sri Lanka alla ricerca dei testi più antichi del canone buddhista, partecipe di una reazione da parte di alcuni monaci indiani che riteneva che nei canoni allora esistenti e composti in lingua sanscrita gli insegnamenti originali fossero stati alterati e perduti, vi trovò «non soltanto quella che era evidentemente un'antica recensione del canone pāli, ma anche gli antichi commenti singalesi, che considerò coevi al canone.» Dalle sue traduzioni in lingua singalese di questi testi si avviò il rinascimento letterario e religioso del buddhismo Theravāda nell'isola prima, e nel sudest asiatico dopo.